# .tn
.tn је највиши Интернет домен државних кодова (ccTLD) за Тунис.